# Isometrus sankeriensis
Espèce
Isometrus sankeriensis est une espèce de scorpions de la famille des Buthidae.

## Distribution
Cette espèce est endémique du Karnataka en Inde. Elle se rencontre dans le district d'Uttara Kannada.

## Description
Le mâle holotype mesure 33,00 mm.
Les mâles mesurent de 31,33 à 35,14 mm.

## Systématique et taxinomie
Cette espèce a été décrite par Tikader et Bastawade en 1983. Elle est placée placée en synonymie avec Isometrus thurstoni par Kovařík en 2003. Elle est relevée de synonymie par Sulakhe, Deshpande, Gowande, Dandekar et Ketkar en 2022.

## Étymologie
Son nom d'espèce, composé de sankeri et du suffixe latin -ensis, « qui vit dans, qui habite », lui a été donné en référence au lieu de sa découverte, Sunkeri.

## Publication originale
- Tikader & Bastawade, 1983 : « The fauna of India: Scorpions. Scorpionida, Arachnida. » The Zoological Survey of India, Calcutta, vol. III, p. 1–668 (texte intégral).